# Norwegia na Letnich Igrzyskach Olimpijskich 1932
Norwegia wzięła udział w Letnich Igrzyskach Olimpijskich 1932 w Los Angeles z delegacją pięciu zawodników w trzech dyscyplinach.  Norwegia po raz pierwszy w historii nie zdobyła żadnego medalu podczas igrzysk.

## Zapasy

### Styl grecko-rzymski
| Uczestnicy | Kategoria wagowa | Walki | Zwycięstwa | Porażki | Miejsce |
| ---------- | ---------------- | ----- | ---------- | ------- | ------- |
| Arild Dahl | Półśrednia       | 2     | 0          | 2       | 5       |

## Lekkoatletyka
| Uczestnicy         | Konkurencja    | Runda wstępna | Runda wstępna | Ćwierćfinał | Ćwierćfinał | Półfinał | Półfinał | Finał  | Finał   |
| Uczestnicy         | Konkurencja    | Wynik         | Miejsce       | Wynik       | Miejsce     | Wynik    | Miejsce  | Wynik  | Miejsce |
| ------------------ | -------------- | ------------- | ------------- | ----------- | ----------- | -------- | -------- | ------ | ------- |
| Birger Haug        | Skok wzwyż     | 1,85 m        | 9             | Odpadł      | Odpadł      | Odpadł   | Odpadł   | Odpadł | Odpadł  |
| Olav Sunde         | Rzut oszczepem | 60,81 m       | 9             | Odpadł      | Odpadł      | Odpadł   | Odpadł   | Odpadł | Odpadł  |
| Hjalmar Johannesen | 400 m          | 49,5          | 3             | 49,4        | 5           | Odpadł   | Odpadł   | Odpadł | Odpadł  |
| Hjalmar Johannesen | 800 m          | 1.54,3        | 4             | Odpadł      | Odpadł      | Odpadł   | Odpadł   | Odpadł | Odpadł  |

## Pływanie
| Uczestnicy      | Konkurencja      | Runda wstępna | Runda wstępna | Półfinał | Półfinał | Finał  | Finał   | Podsumowanie |
| Uczestnicy      | Konkurencja      | Wynik         | Miejsce       | Wynik    | Miejsce  | Wynik  | Miejsce | Miejsce      |
| --------------- | ---------------- | ------------- | ------------- | -------- | -------- | ------ | ------- | ------------ |
| William Karlsen | 100 m na plecach | 1.13,7        | 1             | 1.13,3   | 5        | Odpadł | Odpadł  | 9            |